# Білоцерківська волость (Олександрівський повіт)
Білоцерківська волость — історична адміністративно-територіальна одиниця Олександрівського повіту Катеринославської губернії.
Станом на 1886 рік складалася з 3 поселень, 2 сільських громад. Населення — 6000 осіб (3108 чоловічої статі та 2892 — жіночої), 910 дворових господарств.
|                     | Площа, десятин | У тому числі орної, дес. |
| ------------------- | -------------- | ------------------------ |
| Сільських громад    | 18859          | 17051                    |
| Приватної власності | —              | —                        |
| Казенної власності  | —              | —                        |
| Іншої власності     | 264            | 185                      |
| Загалом             | 19123          | 17236                    |

Основні поселення волості:
- Білоцерківка — колишнє державне село при річці Береда за 130 верст від повітового міста, 2891 особа, 470 дворів, православна церква, школа, 2 рейнських погреби, постоялий двір, 3 ярмарки на рік, базари по суботах.
- Благовіщенка — колишнє державне село при річці Грузька, 3038 осіб, 434 двори, православна церква, школа, 3 лавки.